# Verjaardagstaart

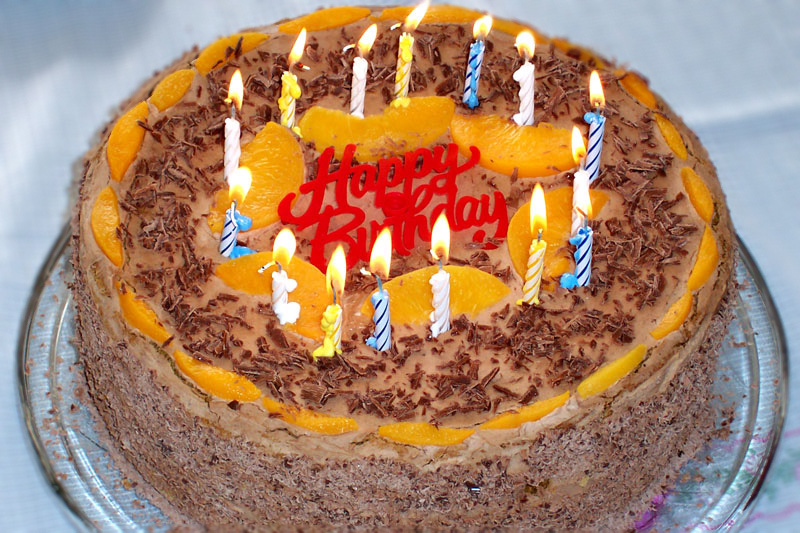
Verjaardagstaart met kaarsen

Een verjaardagstaart of verjaarstaart is een taart die vooral in de westerse cultuur geserveerd wordt bij het vieren van een verjaardag. 
De taart kan, vooral als de jarige een kind is, versierd zijn met kaarsen, net zoveel als de leeftijd die de jarige heeft bereikt. Voordat de taart wordt aangesneden moet de jarige de kaarsen uitblazen. Lukt dat in één keer, dan geeft dat volgens de folklore recht op het doen van een wens. Het op de verjaardagstaart plaatsen van kaarsjes die in één keer moeten worden uitgeblazen is een volksgebruik  dat is afgeleid van de Griekse traditie ter ere van de godin Artemis. Voor haar werden speciale taarten gebakken in de vorm van de maan. Deze werden geplaatst op het altaar in de aan haar gewijde tempel. Als de kaarsen in één keer werden uitgeblazen, zou Artemis goed gestemd worden.